# Verwantschapslanden

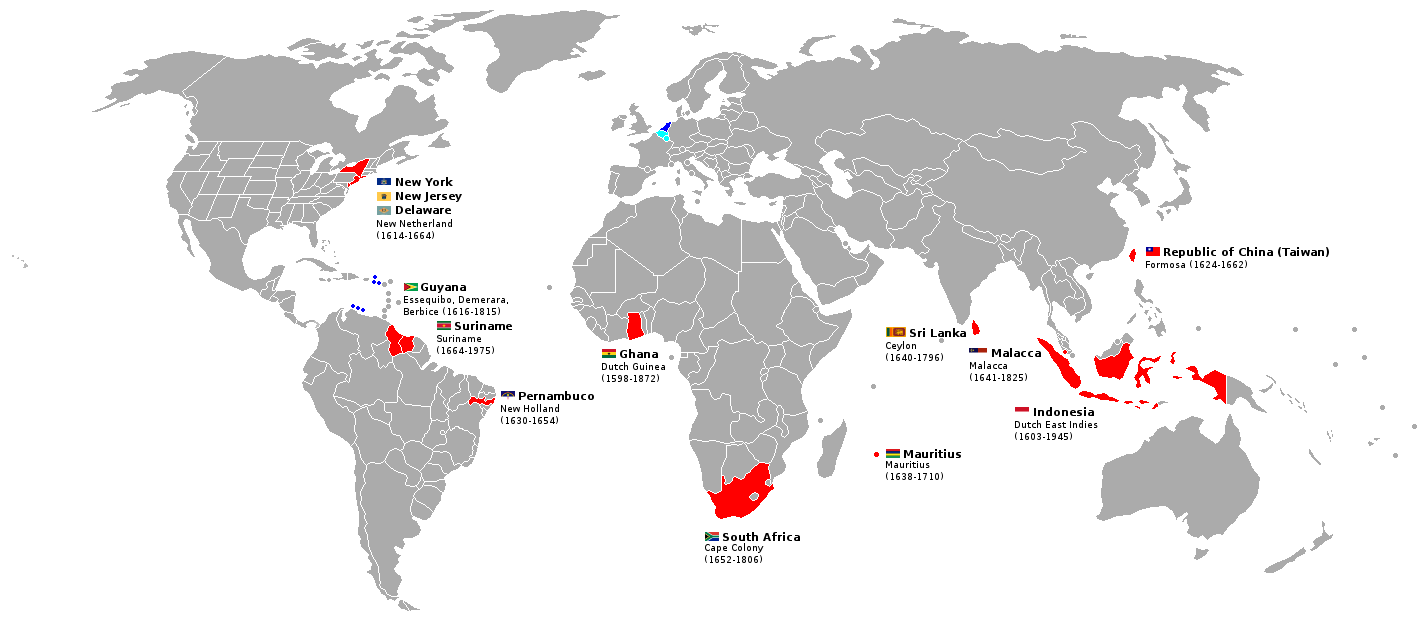
Колишні колоніальні володіння Нідерландської імперії

Verwantschapslanden (нід. вимова: [vɛrˈʋɑntsxɑpsˌlɑndən]; англ. Kindred Countries) — це загальний термін, який використовується певними культурними установами для позначення країн, які колись були, повністю або частково, нідерландськими колоніальними володіннями. Окрім самих Нідерландів, термін зазвичай описує такі країни: Аруба, Кюрасао, Індонезія, Сінт-Мартен, Південно-Африканська Республіка та Суринам. Крім того, за деякими визначеннями цей список можна розширити, якщо включити Бразилію, Гану, Гаяну, Малайзію, Маврикій, Республіку Китай (Тайвань), Шрі-Ланку та Сполучені Штати Америки.